# リ・チュニ
リ・チュニ（朝: 리 춘히、李 春姬、1943年7月8日 - ）は、朝鮮民主主義人民共和国（北朝鮮）の朝鮮中央放送委員会の女性アナウンサー。 
江原道通川郡出身、平壌直轄市在住。平壌演劇映画大学卒業。

## 来歴
1943年、江原道通川郡の浜辺の町で労働者の娘として生まれる。核心成分とされる家格だったため高等教育の対象に推挙され、チョグンシル高級学校（조군실고급학교）から平壌演劇映画大学俳優科（평양연극영화대학 배우과）に進み、卒業後は国立演劇団に入団した。
国立演劇団に女優として在籍しながら、朝鮮中央放送委員会のアナウンサー候補として選抜・教育を経て選考を受け、1971年2月に朝鮮中央放送委員会のアナウンサーとして登用される。朝鮮中央放送がカラー放送化された1974年にテレビアナウンサーとしてデビューした。
その後は重用され、もっぱら金日成・金正日・金正恩の教示報道、重要行事報道、「公式文献報道」「特別重大放送」（声明報道）を担当する看板アナウンサーとなり、彼女が登場するニュース番組は北朝鮮人民に〝何か重大な発表がある〟と暗示させる効果もある。
もっとも常に出演しているわけではなく、2008年には1ヶ月ほどテレビに登場しなかった時期もある。2011年10月19日の放送を最後に姿を見せなくなったことが同年12月に報じられ、その時点で既に50日以上も登場していなかったが
、12月19日正午の特別放送で61日ぶりに登場し、金正日死去の正式発表をチマチョゴリの喪服姿で伝えた。
2012年の春節（旧正月）に放送された中国中央電視台の特別番組によれば「後進育成のため、ニュース番組に出演する時間を減らしている」と語っている。実際に2012年以降、若い女性アナウンサーが登用されたが、その後もミサイル発射や核実験など重要な放送を行う場合には彼女が起用され続けた。2018年12月には英紙デイリー・テレグラフによって、若い金正恩のイメージと合わないことを理由とする引退が報じられたが、2018年の元旦特番、2019年・2020年の年越し特番に登場しコメントを述べるなど、登場回数こそ減っているが出演は継続しており、完全な引退には至っていない。
2024年4月17日に朝鮮中央テレビが放送した『親愛なる父』のミュージック・ビデオに出演し、他のアナウンサーと共にサムズアップを披露した。

## 人物

### 氏名
1文字ずつ転写する日本語におけるハングル人名転写法では “リ・チュンヒ” と表記されることが多いが、朝鮮語読みではㅎが弱音化した上で連音化して “リ・チュニ” と発音されることが多い。漢字表記は「李春姬」だが、漢字を廃止し原則使用していない北朝鮮においては、公的には名前漢字表記を行わない。しかし、2022年9月7日の朝鮮中央通信日本語通信では漢字表記が使用された。
その他、姓の「李」について、北朝鮮では “리《リ》” と、大韓民国（韓国）では “이《イ》” と表記されるのが一般的だが、韓国でも北朝鮮の表記通り “리” と掲載されることがある。
また、「姬」について、北朝鮮でも韓国でも本来 “희《ヒ》” が正しい表記だが、北朝鮮では “히《ヒ》” と名付けることが稀に見られる。韓国マスコミでは元来の綴りに従い “히” と表記している。

### 待遇
北朝鮮アナウンサーの、「放送員」・「功労放送員」・「人民放送員」の3段階格付のうち最高位にあたり6名しか現存しないとされている「人民放送員」（인민방송원）と称されているほか、朝鮮労働党中央委員会から労力英雄の称号を与えられている
。
朝鮮中央放送委員会のアナウンサーとして公私に渡り最高の待遇を受ける立場であり、朝鮮中央テレビ・朝鮮中央放送（ラジオ）・平壌放送の報道番組のレギュラーアナウンサーとなっていたが、現在は金正恩の教示報道、重要行事報道、公式文献報道（声明報道）の主要3報道のみに出演し、その他の雑多なニュースは担当しないため、実質的には不定期出演となっている。
2022年4月、平壌の普通江のほとりにある「普通江川岸段々式住宅区」が竣工したことに伴い、同住宅区に家を与えられた。この住宅区は党や国に大きな貢献をした者が住む高級住宅街であり、竣工時には金正恩自らリの部屋（金正恩がプレゼントした）を訪ねている。
2022年9月6日　経済や建設など社会の各分野で労働党のために偉勲を立てた人に授与する名誉称号である「二重労働英雄」を授与された。

### 風貌
特に、対外向け衛星放送の声明報道においては、民族主義を発揮する意図を込めて、暖色系のチマチョゴリ姿で出演する。北朝鮮国内向けの有線放送ではチマチョゴリのほかに、スーツ姿で出演することも多い。対外向けの衛星放送においても、2006年10月9日の核実験ないし核拡散防止条約 (NPT) からの脱退宣言報道の際には、ベージュのスーツ姿で出演した例がある。
特権階級の「人民放送員」である彼女は、特権階級向け保養施設の蒼光院を利用することが許可されている。このため彼女は、同園内のサウナやレストランのほか、同園内に設置された北朝鮮最先端の技術を持つ美容師たちが集まった美容室を愛用していることが知られ、彼女のヘアスタイルは北朝鮮の特権階級中高年女性の間で流行の先駆けとなっている。
また、北朝鮮のファッションの最先端を創出する「被服研究所」で調製された被服類も、上級アナウンサーに対して無償で提供（一般アナウンサーにも無料同然の価格で販売）されるため、彼女が身につけている衣装は、朝鮮服・洋服を問わず北朝鮮国内の最先端ファッションであり、ヘアスタイルと同様、特権階級中高年女性の間で流行を巻き起こすのが常である。
ただ、彼女に影響された流行は全国民に浸透するわけではない。国内向けテレビ放送はすべて有線テレビであって地上波は存在せず、有線テレビ視聴器具も一般国民の家庭にあることは稀であるため、テレビ放送を視聴できる特権階層の婦人達のみへの影響力にとどまっている。

### 手法
報道内容によって抑揚や言葉遣いを自由に操る。金正日や金正恩に関する報道の際には荘厳で鄭重な語調、正日や正恩へ慈悲の念を表現する際には声を震わせ、国民への喚起・統制に関する報道では絶叫調に、アメリカや韓国、日本についての報道を行うときには強い語調で、敵国を非難する声明の際には威圧的な語調でと、報道内容によって瞬時に声質を変える。

#### 教示報道
指導者一族に関する報道においては、必ず最上級の尊敬表現がなされ、逸話や教示を述べる場合には荘厳で鄭重な語調を用い、時にはその慈悲に対する感謝と尊敬の念を表現するために声を震わせて感情的に読み上げる。人民軍や人民への訪問を報道する際には、その教示が最大限に賞賛される。いずれにしても、ニュース視聴者はテレビ画面の彼女の背後に指導者の影を強く感じることとなる。
例えば、指導者への言及は「偉大な領導者であり軍事の天才でいらっしゃる朝鮮人民軍最高司令官金正日同志は、…」、「敬愛する最高領導者金正恩同志は、…」などの言葉で始まり、「…国のため、人民のために、先軍政治を貫き闘ってゆかねばならないとの、誠にありがたいお言葉をお与えになられました」などと荘厳で力を籠めた論調で読み上げるのがパターンとなっている。しかし、実際の教示訪問からある程度日数が経過してからしか報道されず、訪問がなされた日時も明確に述べられない。
また、金日成の逝去関連報道の際には、彼女はホロホロと声を振るわせ、想い出のように過去の日成教示の言葉をはさみ、泣きながら読み上げていた。これは別に彼女固有のものではなく、天気予報のキャスターに至るまで泣きながら天気予報解説をしていた（金正日が死亡した際も同様である）。

#### 重要行事報道
4月15日の太陽節（金日成の誕生日）や2月16日の光明星節（金正日の誕生日）を始めとする重要行事、核実験の成功や弾道ミサイルの発射（人工衛星打ち上げ）成功の報道には、必ず彼女が現れる。なお、例年、新年1月1日午前0時になると彼女の姿が見られていたが、2021年1月1日午前0時は彼女ではなく、 功勲放送員のパク・オキ（박옥희）が現れた。

#### 公式文献報道
北朝鮮の放送業界用語で言う「公式文献報道」とは、政府・軍関係の声明や外交関連の声明を報道することを指す。公式文献報道においては、内向きには国民を喚起統制する内容や、外向きには敵国を強い口調で罵倒する内容などが多いため、口語丁寧表現の「〜ムニダ（〜スムニダ）」（〜でございます）を用いず、しばしば「〜ハヨッタ」（〜した）、「〜イダ」（〜だ）などの強い印象を受ける文語表現をあえて多用し、非常に威圧的ないし恫喝的な態度でニュースを読み上げる。
例えば、板門店で開催されていた南北実務者協議が、1994年3月19日に北朝鮮側代表の朴英洙による「ソウルは遠くない。戦争が始まればソウルは火の海になる」との発言をもって決裂した時には、『ソウルは火の海になる』という言葉を、彼女がそのままおどろおどろしく読み上げて報道したのが有名である。
日本の小泉純一郎内閣が2006年7月5日の安全保障会議において、貨客船万景峰92号の日本への入港禁止措置を決定した際には「日本当局は、最大規模の治安兵力と手段を動員して、ものものしい殺伐とした雰囲気を作り出したことにより、ついに船の入港を困難にした」と、絶叫調で読み上げた。

## 月刊画報『朝鮮』記事
北朝鮮の写真雑誌である「月刊画報『朝鮮』」（월간 화보 ‘조선’）2008年4月号の特集記事「放送人、リチュニ」（방송인 리춘히）において、彼女のプロフィールやエピソードが、放送出演風景、後輩アナウンサーたちとの準備打合せ風景、孫とともに帰宅途中の写真などを添えて紹介された。
- 「首都平壌の美しい場所にある彼女の自宅には、夫と二人の息子、そして嫁や孫娘らが暮らしている。現代風の自宅も高級乗用車もすべて国から贈られた」と、生活は国家から特別待遇を受けていることが紹介された[5]。
- テレビアナウンサーに就任した1974年の5月に金日成に接見した際、直接『仕事がんばれよ』と励ましてくれた金日成の言葉を受け「心に響き、話術表現を習得するため絶えぬ努力を続けた」結果、「迫力があり訴求性の高い声質を身につけ、声で視聴者を喚起鼓舞するアナウンサーになれた」とし、「（対外向けの）声明・談話を発表する際には、敵方が肝を冷やすような強硬で攻撃的な話法を使える」「万能で優秀なアナウンサーに成長した」と紹介されている[6]。迫力ある原稿読みは、金正日が『革命的な雰囲気を出すように』と教示したものである[21]。
- 金正日から『労力英雄』の称号を授けられた際、金正日に感謝の手紙を送ったが、これを受けて「おめでとうございます」という内容の金正日親筆の祝賀書簡を返信してもらい感激した。